# Prahlad Jani
Prahlad Jani, cunoscut și ca Mataji, (n. 13 august 1929, districtul Mehsana⁠(d), India Britanică, India – d. 26 mai 2020, Charada⁠(d), Mansa Taluka⁠(d), Gujarat, India) a fost un ascet indian.
Susține că a trăit fără apă și mâncare încă din 1940 și că ar fi hrănit de zeița Amba.
Cazul a atras atenția oamenilor de știință.
Internat într-un spital din Ahmedabad, Prahlad Jani este studiat de către cercetători care speră ca astfel să găsească o soluție care ar permite militarilor să poate rezista perioade îndelungate fără provizii.